# Vicomte

Couronne héraldique française de vicomte.

Le titre de vicomte — du latin vicecomes, littéralement vice-comte — est une ancienne fonction personnelle d'officier qui portait sur un territoire appelé vicomté et qui est devenue un titre de noblesse héréditaire.

## Histoire
Un vicomte était :
- soit un officier de judicature du duc ou du comte, pour le gouvernement d'une ville[N 1] ou d'une province (chefs-lieux d'un pagus) secondaire, ou pour l'administration de la justice[N 2] ;
- soit le seigneur d'une terre titrée « vicomté ».

Dans ce dernier cas, le "vice comes" est l’un des premiers officiers seigneuriaux remplaçant le comte quand celui-ci était absent. Mais, au Xe siècle, le vicomte a essayé dans bien des cas d’usurper les pouvoirs du comte. Pour l’éviter, le comte enlèvera au vicomte l’administration générale, et lui donnera en fief une partie du comté : à ce moment, le vicomte cesse d’être un officier pour devenir seigneur à son tour.
L'autorité du comte fut contestée par ses vassaux, au Xe siècle pour les comtes de Toulouse, et les vicomtes devinrent de hauts barons au XIe siècle (Melun, Bourges, Thouars).
Dans les pays flamands, le titre sert de traduction à celui de burggraaf.

### Bassin parisien
Dans le Nord du royaume, la fonction commence par être redevable de la situation des grands aristocrates. Quand un de ceux-ci, bien en cour, se voit autoriser à cumuler plusieurs comtés, l'effectivité de leur fonction n'est plus garantie aux populations. Ils nomment alors un vicomte pour les représenter. Ces vicomtes leur sont fréquemment parents. À titre d'exemple, les Robertiens ayant été admis à dominer l'Ouest du royaume, ils se dotent de vicomtes dans leurs comtés à Tours, Angers, Orléans ou Paris. Il n'y a qu'un vicomte par comté. A Joigny et à Tonnerre, l'existence de vicomtes est annonciatrice de ce que le titulaire du comté dispose de droits comtaux ailleurs. 
Au Xe siècle, certains de ces grands aristocrates sont admis à représenter auprès du roi un ensemble de territoires sous le titre de « duc » : Hugues le Grand devient ainsi duc des Francs et Richard le Justicier, duc de Bourgogne. Par contrecoup, leurs vicomtes sont promus au rang de comte.
Le principe de la nomination d'un vicomte en cas d'empêchement du titulaire du comté subsiste. Ainsi, les conquêtes de Robert le Pieux se traduisent par la nomination de vicomtes dans les comtés conquis où des titulaires comtaux ne seront jamais nommés, c'est le cas par exemple pour Avallon. Certains comtes accumulant des droits comtaux, même soumis à des ducs, ils nomment un vicomte, par exemple le comte de Blois à Troyes ou le comte de Vendôme à Melun.
Dans le deuxième tiers du XIe siècle, sous le règne de Philippe Ier, dans le domaine royal, les instructions émanant du roi cessent d'être adressées nommément aux vicomtes, alors qu'elles le restent aux prévôts. Cela signifie que le vicomte n'est plus considéré comme un agent royal et qu'il est dès lors totalement féodalisé. La patrimonialisation permet à des femmes de prendre le titre de « vicomtesses ». 
Au début du XIIe siècle, un nouveau type de vicomtes est institué, en rupture avec les usages précédents. Des vicomtes apparaissent au sein des comtés, même déjà pourvus d'un vicomte, en des lieux ayant un fort rapport avec le commerce. Dans le cas de Provins, cet acte résulte de la volonté de tirer finance par le comte de Blois. À Saint-Florentin, il en serait de même. Dans le cas de Ligny-le-Châtel et de Clamecy, le comte d'Auxerre tire profit d'un axe routier important et pouvant intéresser un « investisseur » qui n'est autre que le premier aristocrate de la contrée. Il n'y a plus dès lors corrélation entre les deux cadres territoriaux.
Une pancarte des péages de Sens datant des années 1195 détaille les perceptions pesant sur le commerce transitant par la ville ou sur l'Yonne. Elle donne la part revenant au roi et celle allant au vicomte. Ce dernier prélève généralement le tiers ou plus rarement la moitié du péage. Mais à l'époque, le vicomte n'est plus que le premier des aristocrates du Sénonais. Le port du titre  est mis en péril par le droit successoral et il disparaît en de nombreux lieux. Ainsi l'institution vicomtale doit être étudiée principauté par principauté.

### France méridionale
En Languedoc, soit entre Garonne et Rhône à peu près, les vicomtes (Narbonne, Nîmes, Albi) s'affranchirent de l'autorité comtale au Xe siècle.
En Gascogne, le duché de Vasconie (ou de Gascogne, au sud de la Garonne, entre océan et Pyrénées) est rattaché au duché d'Aquitaine (future Guyenne, au nord de la Garonne) au XIe siècle, tandis que les vicomtes (de Marsan, de Soule, et notamment de Béarn) ou les comtes (d'Armagnac, de Comminges, principalement) eurent un temps de plus grande autonomie. Des unions par mariage eurent lieu, dont les vicomtés de Béarn et d'Oloron.

## Période contemporaine
En France, le titre de « vicomte » est, depuis la Restauration, une distinction héréditaire à laquelle n'est attaché aucun pouvoir ou prérogative. Dans la hiérarchie des titres de noblesse (hiérarchie créée sous l'Empire), elle se place entre le baron et le comte.
Selon les usages anciens, on pouvait uniquement dire « Comte » et « Comtesse », partant du principe que vicomte, étymologiquement, veut dire « vice-comte » et qu'on nomme toujours les gens par le titre de celui qu'ils remplacent. Tout comme on dira « Madame la Présidente » ou « Monsieur le Président » à la vice-présidente ou au vice-président d'un conseil d'administration.